# 贝格学生公寓
36°3′53.5″N 120°18′48″E / 36.064861°N 120.31333°E
贝格学生公寓是曾经存在于中国山东省青岛市市南区中山路18号（湖南路37号）的一座建筑，约建于1899-1900年，现已不存。

## 历史
贝格学生公寓约建于1899-1900年，其早期历史不详，据推测可能最早属于某家洋行。1900年代初，青岛督署学校教师罗伯特·贝格（Robert Berger）为解决居住于青岛以外地区的学生的住宿问题，租用该建筑作为学生公寓，该学生公寓1905年被胶澳总督府接管，并由教师昆策尔（Küntzel）管理，几年后改为由教师库舍（Kusche）及其妻子管理，直至1914年。1913年地籍图显示该建筑为政府公产（Fiskus）。
有资料认为1929年创办的国民党青岛市党部机关报《民国日报》报社位于此处。1932年1月，《民国日报》以《韩国不亡，义士李奉昌刺日皇未遂》为题报导朝鲜人李奉昌行刺昭和天皇一事，日本侨民遂捣毁报社并纵火焚毁市党部大楼，《民国日报》自此停刊。1933年下半年，毕业于北平医科大学的海南人吴龙腾与其青岛籍同学兼妻子在《民国日报》社原址开办海滨医院。据回忆，该医院为当时青岛规模较大的私立全科医院，就诊者多为中上层人士，一楼为候诊室、门诊、治疗室、药房，有简单的手术、化验、理疗、药物配置等设备，二楼为病房，有20余张病床；该医院在此开办约十年后迁至湖南路东段。
中华人民共和国成立后，该楼改为青岛市重工业局（1955年1月成立）、青岛市机械工业局（1958年自重工业局拆分）办公楼。1960年拆除，用于建设机械工业局新办公楼。